# Records d'Afrique d'athlétisme
Les records d'Afrique d'athlétisme sont les meilleures performances réalisées par des athlètes de pays membres de la Confédération africaine d'athlétisme (CAA), sous la tutelle de World Athletics (anciennement IAAF).
À partir du 1er janvier 2024, World Athletics introduit le nouveau terme « piste courte » (« short track » en anglais) en remplacement du terme « en salle » (« indoor ») pour décrire les compétitions et les performances dont les courses se déroulent sur une piste de 200 m, traditionnellement dans une salle mais également en extérieur.

## Records d'Afrique masculins
| Discipline                    | Performance | Athlète                                                                        | Compétition                           | Lieu              | Date               | Réf.   |
| ----------------------------- | --- | ------------------------------------------------------------------------------ | ------------------------------------- | ----------------- | ------------------ | ------ |
| 50 m                          | 5 s 61 | Deji Aliu                                                                      | Meeting Hauts-de-France Pas-de-Calais | Liévin            | 21 février 1999    |        |
| 60 m                          | 6 s 45 | Leonard Myles-Mills                                                            |                                       | Colorado Springs  | 20 février 1999    |        |
| 100 m                         | 9 s 77 (+1,2 m/s) | Ferdinand Omanyala                                                             | Meeting de Nairobi                    | Nairobi           | 18 septembre 2021  | [ 2 ]  |
| 200 m                         | 19 s 46 (+0,4 m/s) | Letsile Tebogo                                                                 | Jeux olympiques                       | Paris             | 8 août 2024        | [ 3 ]  |
| 200 m piste courte            | 19 s 92 (WR) | Frank Fredericks                                                               | Meeting Hauts-de-France Pas-de-Calais | Liévin            | 18 février 1996    |        |
| 400 m                         | 43 s 03 (WR) | Wayde van Niekerk                                                              | Jeux olympiques                       | Rio de Janeiro    | 14 août 2016       | [ 4 ]  |
| 400 m piste courte            | 44 s 74 | Ezekiel Nathaniel                                                              | Championnats Big 12 en salle          | Lubbock           | 1er mars 2025      | [ 5 ]  |
| 800 m                         | 1 min 40 s 91 (WR) | David Rudisha                                                                  | Jeux olympiques                       | Londres           | 9 août 2012        | [ 6 ]  |
| 800 m piste courte            | 1 min 43 s 98 | Michael Saruni                                                                 | Millrose Games                        | New York          | 9 février 2019     | [ 7 ]  |
| 1 000 m                       | 2 min 11 s 96 (WR) | Noah Ngeny                                                                     | Meeting de Rieti                      | Rieti             | 5 septembre 1999   | [ 8 ]  |
| 1 000 m piste courte          | 2 min 14 s 20 (WR) | Ayanleh Souleiman                                                              | XL Galan                              | Stockholm         | 17 février 2016    | [ 9 ]  |
| 1 500 m                       | 3 min 26 s 00 (WR) | Hicham El Guerrouj                                                             | Golden Gala                           | Rome              | 14 juillet 1998    | [ 10 ] |
| 1 500 m piste courte          | 3 min 31 s 04 (WR) | Samuel Tefera                                                                  | Birmingham Indoor Grand Prix          | Birmingham        | 16 février 2019    | [ 11 ] |
| Mile                          | 3 min 43 s 13 (WR) | Hicham El Guerrouj                                                             | Golden Gala                           | Rome              | 7 juillet 1999     | [ 10 ] |
| Mile piste courte             | 3 min 47 s 01 (WR) | Yomif Kejelcha                                                                 | Bruce Lehane Invitational             | Boston            | 3 mars 2019        | [ 12 ] |
| 2 000 m                       | 4 min 44 s 79 (WR) | Hicham El Guerrouj                                                             | ISTAF                                 | Berlin            | 7 septembre 1999   | [ 13 ] |
| 3 000 m                       | 7 min 20 s 67 (WR) | Daniel Komen                                                                   | Meeting de Rieti                      | Rieti             | 1er septembre 1996 |        |
| 3 000 m piste courte          | 7 min 23 s 81 (WR) | Lamecha Girma                                                                  | Meeting Hauts-de-France Pas-de-Calais | Liévin            | 16 février 2023    |        |
| 5 000 m                       | 12 min 35 s 36 (WR) | Joshua Cheptegei                                                               | Meeting Herculis                      | Monaco            | 14 août 2020       | [ 14 ] |
| 5 000 m piste courte          | 12 min 49 s 60 (WR) | Kenenisa Bekele                                                                | Aviva Indoor Grand Prix               | Birmingham        | 20 février 2004    | [ 15 ] |
| 10 000 m                      | 26 min 11 s 00 (WR) | Joshua Cheptegei                                                               | NN Valencia                           | Valence           | 7 octobre 2020     | [ 16 ] |
| Heure                         | 21,285 km | Haile Gebrselassie                                                             |                                       | Ostrava           | 27 juin 2007       |        |
| 50 m haies                    | 6 s 48 | Shaun Bownes                                                                   | Meeting Hauts-de-France Pas-de-Calais | Liévin            | 25 février 2001    |        |
| 60 m haies                    | 7 s 52 | Shaun Bownes                                                                   | Flanders Indoor                       | Gand              | 23 février 2001    |        |
| 110 m haies                   | 13 s 11 (+1,8 m/s) | Antonio Alkana                                                                 | Mémorial Josef-Odložil                | Prague            | 5 juin 2017        |        |
| 400 m haies                   | 47 s 10 | Samuel Matete                                                                  | Weltklasse Zurich                     | Zurich            | 7 août 1991        |        |
| 3 000 m steeple               | 7 min 52 s 11 | Lamecha Girma                                                                  | Meeting de Paris                      | Paris             | 9 juin 2023        |        |
| Saut en hauteur               | 2,38 m | Jacques Freitag                                                                |                                       | Oudtshoorn        | 5 mars 2005        |        |
| Saut à la perche              | 6,03 m | Okkert Brits                                                                   |                                       | Cologne           | 18 août 1995       |        |
| Saut en longueur              | 8,65 m (+1,3 m/s) | Luvo Manyonga                                                                  | Championnats d'Afrique du sud         | Potchefstroom     | 22 avril 2017      | [ 17 ] |
| Triple saut                   | 18,07 m | Hugues Fabrice Zango                                                           | Meeting d'Aubière                     | Aubière           | 16 janvier 2021    | [ 18 ] |
| Lancer du poids               | 21,97 m | Janus Robberts                                                                 | Championnats NCAA                     | Eugene            | 2 juin 2001        | [ 19 ] |
| Lancer du disque              | 70,32 m | Frantz Kruger                                                                  |                                       | Salon-de-Provence | 26 mai 2002        |        |
| Lancer du marteau             | 81,27 m | Mostafa Hicham al-Gamal                                                        |                                       | Le Caire          | 21 mars 2014       | [ 20 ] |
| Lancer du javelot             | 92,72 m | Julius Yego                                                                    | Championnats du monde                 | Pékin             | 26 août 2015       | [ 21 ] |
| 5 kilomètres                  | 12 min 49 s (WR) | Berihu Aregawi                                                                 | Cursa dels Nassos                     | Barcelone         | 31 décembre 2021   | [ 22 ] |
| 10 kilomètres                 | 26 min 24 s (WR) | Rhonex Kipruto                                                                 | 10K Valencia                          | Valence           | 12 janvier 2020    | [ 23 ] |
| Semi-marathon                 | 57 min 30 s (WR) | Yomif Kejelcha                                                                 | Semi-marathon de Valence              | Valence           | 27 octobre 2024    | [ 24 ] |
| Marathon                      | 2 h 0 min 35 s (WR) | Kelvin Kiptum                                                                  | Marathon de Chicago                   | Chicago           | 8 octobre 2023     |        |
| 100 kilomètres                | 6 h 24 min 6 s | Bongmusa Mthembu                                                               |                                       | Los Alcázares     | 27 novembre 2016   |        |
| Décathlon                     | 8 521 pts | Larbi Bourrada                                                                 | Jeux olympiques                       | Rio de Janeiro    | 18 août 2016       | [ 25 ] |
| Décathlon                     | 10 s 75 (100 m), 7,52 m (longueur), 13,78 m (poids), 2,10 m (hauteur), 47 s 98 (400 m), 14 s15 (-1,0 m/s) (110 m haies), 42,39 m (disque), 4,60 m (perche), 66,49 m (javelot), 4 min14 s 60 (1500 m) |                                                                                |                                       |                   |                    |        |
| Heptathlon piste courte       | 5 911 pts | Larbi Bourrada                                                                 | Championnats de France                | Paris             | 27–28 février 2010 | [ 26 ] |
| Heptathlon piste courte       | 6 s 89 (60 m), 7,34 m (longueur), 14,00 m (poids), 1,92 m (hauteur) / 8 s 05 (60 m haies), 4,60 m (perche), 2 min 39 s 86 (1 000 m)                                                                  |                                                                                |                                       |                   |                    |        |
| 5 000 m marche                | 19 min 39 s 92 | Hédi Teraoui                                                                   | Championnats de France en salle       | Liévin            | 18 février 2018    | [ 27 ] |
| 20 000 m marche               | 1 h 22 min 51 s 84 | Hatem Ghoula                                                                   |                                       | Leutkirch         | 8 septembre 1994   |        |
| 20 km marche                  | 1 h 18 min 23 s | Samuel Gathimba                                                                | Sélections olympiques                 | Nairobi           | 18 juin 2021       | [ 28 ] |
| 30 000 m marche               | 2 h 19 min 21 s 31 | Hatem Ghoula                                                                   |                                       | Reims             | 12 mars 2011       |        |
| 35 km marche                  | 2 h 31 min 15 s | Wayne Snyman                                                                   | Championnats du monde                 | Eugene            | 24 juillet 2022    |        |
| 50 000 m marche               | 4 h 21 min 44 s 5 | Abdelouaheb Ferguène                                                           |                                       | Toulouse          | 25 mars 1984       |        |
| 50 km marche                  | 3 h 53 min 9 s | Marc Mundell                                                                   | Dudinska 50                           | Dudince           | 20 mars 2021       | [ 29 ] |
| Relais 4 × 100 m              | 37 s 65 | Afrique du Sud Thando Dlodlo Simon Magakwe Clarence Munyai Akani Simbine       | Championnats du monde                 | Doha              | 4 octobre 2019     | [ 30 ] |
| Relais 4 × 200 m              | 1 min 20 s 42 | Afrique du Sud Simon Magakwe Chederick van Wyk Sinesipho Dambile Akani Simbine | Relais mondiaux                       | Yokohama          | 12 mai 2019        | [ 31 ] |
| Relais 4 × 400 m              | 2 min 57 s 27 | Botswana Isaac Makwala Baboloki Thebe Zibane Ngozi Bayapo Ndori                | Jeux olympiques                       | Tokyo             | 7 août 2021        | [ 32 ] |
| Relais 4 × 400 m piste courte | 3 min 6 s 71 | Kenya                                                                          | Championnats du monde en salle        | Glasgow           | 3 mars 2024        |        |
| Relais 4 × 800 m              | 7 min 2 s 43 | Kenya                                                                          |                                       | Bruxelles         | 25 août 2006       |        |
| Relais 4 × 1 500 m            | 14 min 22 s 22 | Kenya                                                                          |                                       | Nassau            | 25 mai 2014        |        |
| Relais ekiden                 | 1 h 57 min 6 s | Kenya                                                                          |                                       | Chiba             | 23 novembre 2005   |        |

## Records d'Afrique féminins
| Discipline                    | Performance | Athlète                                                                             | Compétition                                 | Lieu         | Date                   | Réf.   |
| ----------------------------- | --- | ----------------------------------------------------------------------------------- | ------------------------------------------- | ------------ | ---------------------- | ------ |
| 50 m                          | 6 s 04 | Chioma Ajunwa                                                                       | Meeting Hauts-de-France Pas-de-Calais       | Liévin       | 22 février 1998        |        |
| 60 m                          | 6 s 97 | Murielle Ahouré-Demps                                                               | Championnats du monde en salle              | Birmingham   | 2 mars 2018            | [ 33 ] |
| 100 m                         | 10 s 72 (+ 0,4 m/s) | Marie-Josée Ta Lou                                                                  | Meeting Herculis                            | Monaco       | 10 août 2022           |        |
| 200 m                         | 21 s 78 (+ 0,6 m/s) | Christine Mboma                                                                     | Weltklasse                                  | Zurich       | 9 septembre 2021       | [ 34 ] |
| 200 m piste courte            | 22 s 11 | Favour Ofili                                                                        | Championnats NCAA en salle                  | Albuquerque  | 10 mars 2023           | [ 35 ] |
| 400 m                         | 49 s 10 | Falilat Ogunkoya                                                                    | Jeux olympiques                             | Atlanta      | 29 juillet 1996        |        |
| 400 m piste courte            | 50 s 73 | Charity Opara                                                                       | Sparkassen Cup                              | Stuttgart    | 1er février 1998       |        |
| 800 m                         | 1 min 54 s 01 | Pamela Jelimo                                                                       | Weltklasse Zurich                           | Zurich       | 29 août 2008           |        |
| 800 m piste courte            | 1 min 57 s 06 | Maria Mutola                                                                        | Meeting Hauts-de-France Pas-de-Calais       | Liévin       | 21 février 1999        |        |
| 1 000 m                       | 2 min 29 s 15 | Faith Kipyegon                                                                      | Meeting Herculis                            | Monaco       | 14 août 2020           |        |
| 1 000 m piste courte          | 2 min 30 s 94 (WR) | Maria Mutola                                                                        | GE Galan                                    | Stockholm    | 25 février 1999        |        |
| 1 500 m                       | 3 min 49 s 04 (WR) | Faith Kipyegon                                                                      | Meeting de Paris                            | Paris        | 7 juillet 2024         |        |
| 1 500 m piste courte          | 3 min 53 s 09 (WR) | Gudaf Tsegay                                                                        | Meeting Hauts-de-France Pas-de-Calais       | Liévin       | 10 février 2021        | [ 36 ] |
| Mile                          | 4 min 7 s 64 (WR) | Faith Kipyegon                                                                      | Meeting Herculis                            | Monaco       | 21 juillet 2023        |        |
| Mile piste courte             | 4 min 13 s 31 (WR) | Genzebe Dibaba                                                                      | XL Galan                                    | Stockholm    | 17 février 2016        | [ 37 ] |
| 2 000 m                       | 5 min 21 s 56 (WR) | Francine Niyonsaba                                                                  | Mémorial Hanžeković                         | Zagreb       | 14 septembre 2021      | [ 38 ] |
| 3 000 m                       | 8 min 7 s 04 | Faith Kipyegon                                                                      | Mémorial Kamila Skolimowska                 | Chorzów      | 16 août 2025           | [ 39 ] |
| 3 000 m piste courte          | 8 min 16 s 60 (WR) | Genzebe Dibaba                                                                      | XL Galan                                    | Stockholm    | 6 février 2014         | [ 40 ] |
| 5 000 m                       | 14 min 00 s 21 (WR) | Gudaf Tsegay                                                                        |                                             | Eugene       | 17 septembre 2023 2023 |        |
| 5 000 m piste courte          | 14 min 18 s 86 (WR) | Genzebe Dibaba                                                                      | XL Galan                                    | Stockholm    | 19 février 2015        |        |
| 10 000 m                      | 28 min 54 s 14 (WR) | Beatrice Chebet                                                                     | Prefontaine Classic                         | Eugene       | 25 mai 2024            | [ 41 ] |
| Heure                         | 18,517 km | Dire Tune                                                                           | Golden Spike Ostrava                        | Ostrava      | 12 juin 2008           |        |
| 50 m haies                    | 6 s 76 | Glory Alozie                                                                        | Meeting Hauts-de-France Pas-de-Calais       | Liévin       | 25 février 2001        |        |
| 60 m haies                    | 7 s 75 | Tobi Amusan                                                                         | New Balance Indoor Grand Prix               | Boston       | 4 février 2024         | [ 42 ] |
| 100 m haies                   | 12 s 12 (+ 0,9 m/s) | Tobi Amusan                                                                         | Championnats du monde                       | Eugene       | 24 juillet 2022        |        |
| 400 m haies                   | 52 s 90 | Nezha Bidouane                                                                      | Championnats du monde                       | Séville      | 25 août 1999           |        |
| 3 000 m steeple               | 8 min 44 s 32 (WR) | Beatrice Chepkoech                                                                  | Herculis                                    | Monaco       | 20 juillet 2017        | [ 43 ] |
| Saut en hauteur               | 2,06 m | Hestrie Cloete                                                                      | Championnats du monde                       | Saint-Denis  | 31 août 2003           |        |
| Saut à la perche              | 4,42 m | Elmarie Gerryts                                                                     |                                             | Wesel        | 12 juin 2000           |        |
| Saut en longueur              | 7,17 m (+1,1 m/s) | Ese Brume                                                                           | Chula Vista Field Festival                  | Chula Vista  | 29 mai 2021            | [ 44 ] |
| Triple saut                   | 15,39 m | Françoise Mbango Etone                                                              | Jeux olympiques                             | Pékin        | 17 août 2008           |        |
| Lancer du poids               | 18,43 m | Vivian Chukwuemeka                                                                  | Mt. SAC Relays                              | Walnut       | 19 avril 2003          |        |
| Lancer du disque              | 64,96 m | Chioma Onyekwere                                                                    | Millican Field at Throw Town                | Ramona       | 15 avril 2023          |        |
| Lancer du marteau             | 75,49 m | Annette Echikunwoke                                                                 |                                             | Tucson       | 22 mai 2021            |        |
| Lancer du javelot             | 69,35 m | Sunette Viljoen                                                                     | Adidas Grand Prix                           | New York     | 9 juin 2012            |        |
| 5 kilomètres                  | 14 min 13 s (WR) | Beatrice Chebet                                                                     | Cursa dels Nassos                           | Barcelone    | 31 décembre 2023       | [ 45 ] |
| 10 kilomètres                 | 28 min 46 s (WR) | Agnes Jebet Ngetich                                                                 | 10 km de Valence                            | Valence      | 14 janvier 2024        | [ 46 ] |
| Semi-marathon                 | 1 h 2 min 52 s (WR) | Letesenbet Gidey                                                                    | Semi-marathon de Valence                    | Valence      | 24 octobre 2021        | [ 47 ] |
| Marathon                      | 2 h 11 min 53 s (WR) | Tigsit Assefa                                                                       | Marathon de Berlin                          | Berlin       | 24 septembre 2023      | [ 48 ] |
| Heptathlon                    | 6 423 pts | Margaret Simpson                                                                    | Hypo-Meeting                                | Götzis       | 28–29 mai 2005         |        |
| Heptathlon                    | 13 s 41 (-0,8 m/s) (100 m haies), 1,85 m (hauteur), 13,01 m (poids), 24 s 55 (+1,0 m/s) (200 m) / 6,32 m (+0,7 m/s) (longueur), 52,71 m (javelot), 2 min 21 s 71 (800 m) |                                                                                     |                                             |              |                        |        |
| Pentathlon piste courte       | 4 558 pts | Eunice Barber                                                                       |                                             | Paris        | 7 mars 1997            |        |
| Pentathlon piste courte       | 8 s 39 (60 m haies), 1,80 m (hauteur), 13,05 m (poids), 6,35 m (longueur), 2 min 18 s 17 (1 000 m)                                                                       |                                                                                     |                                             |              |                        |        |
| 3 000 m marche                | 14 min 13 s 46 | Tahani Ghazal                                                                       |                                             | Lyon         | 3 février 2014         | [ 49 ] |
| 5 000 m marche                | 20 min 50 s 03 | Chahinez Nasri                                                                      |                                             | Radès        | 23 juin 2021           |        |
| 10 000 m marche               | 43 min 50 s 86 | Emily Ngii                                                                          | Jeux du Commonwealth                        | Birmingham   | 6 août 2022            |        |
| 10 km marche                  | 45 min 05 s 4 | Susan Vermeulen                                                                     |                                             | Bloemfontein | 17 avril 1999          |        |
| 20 000 m marche               | 1 h 36 min 18 s 4 | Nicolene Cronje                                                                     |                                             | Durban       | 16 avril 2004          |        |
| 20 km marche                  | 1 h 30 min 40 s | Grace Wanjiru                                                                       |                                             | Nairobi      | 6 juin 2018            |        |
| 35 km marche                  | 3 h 42 min 04 | Esther Steenkamp                                                                    |                                             | Le Cap       | 15 janvier 2022        |        |
| 50 km marche                  | 4 h 48 min 00 | Natalie Le Roux                                                                     | Championnats du monde par équipes de marche | Taicang      | 5 mai 2018             | [ 50 ] |
| Relais 4 × 100 m              | 41 s 90 | Côte d'Ivoire Murielle Ahouré-Demps Marie-Josée Ta Lou Jessika Gbaï Maboundou Koné  | Championnats du monde                       | Budapest     | 25 août 2023           | [ 51 ] |
| Relais 4 × 200 mètres         | 1 min 30 s 52 | Nigeria Blessing Okagbare Regina George Dominique Duncan Christy Udoh               |                                             | Nassau       | 2 mai 2015             | [ 52 ] |
| Relais 4 × 400 m              | 3 min 21 s 04 | Nigeria Olabisi Afolabi Fatima Yusuf Charity Opara Falilat Ogunkoya                 | Jeux olympiques                             | Atlanta      | 3 août 1996            |        |
| Relais 4 × 400 m piste courte | 3 min 29 s 67 | Nigeria Omolara Ogunmakinju Patience Okon George Bukola Abogunloko Folashade Abugan | Championnats du monde en salle              | Sopot        | 8 mars 2014            | [ 53 ] |
| Relais 4 × 800 m              | 8 min 4 s 28 | Kenya Janeth Jepkosgei Agatha Jeruto Sylvia Chesebe Eunice Sum                      | Relais mondiaux                             | Nassau       | 25 mai 2014            |        |
| Distance medley relay         | 10 min 43 s 35 | Kenya Selah Busienei Joyce Zakary Sylvia Chesebe Virginia Nyambura                  | Relais mondiaux                             | Nassau       | 2 mai 2015             |        |
| Relais 4 × 1 500 m            | 16 min 33 s 58 | Kenya Mercy Cherono Faith Kipyegon Irene Jelagat Hellen Obiri                       | Relais mondiaux                             | Nassau       | 24 mai 2014            |        |
| Relais ekiden                 | 2 h 13 min 35 s | Kenya                                                                               |                                             | Chiba        | 23 novembre 2006       |        |

## Records d'Afrique mixtes
| Discipline | Performance   | Athlète                                                              | Compétition          | Lieu   | Date       | Réf. |
| ---------- | ------------- | -------------------------------------------------------------------- | -------------------- | ------ | ---------- | ---- |
| 4 × 400 m  | 3 min 12 s 85 | Nigeria Samuel Ogazi Ella Onojuvwevwo Chidi Okezie Esther Elo Joseph | Relais mondiaux 2024 | Nassau | 5 mai 2024 |      |